# Gordon D'Arcy
Pour les articles homonymes, voir D'Arcy.
Ne pas confondre avec Gordon Darcy Lilo, premier ministre des îles Salomon.

a Compétitions nationales et continentales officielles uniquement.

b Matchs officiels uniquement.
Dernière mise à jour le 1er septembre 2015.
Gordon William d'Arcy, né le 10 février 1980 à Wexford (Irlande), est un joueur international irlandais de rugby à XV jouant au poste de centre. Il effectue l'intégralité de sa carrière au Leinster Rugby.
Jeune joueur prometteur, il connaît une première sélection en équipe d'Irlande en 1999. Après quelques remplacements en 2002 et 2003, il devient titulaire en 2004, profitant d'abord de l'absence pour blessure de Brian O'Driscoll. Il s'impose ensuite comme le complément idéal de celui-ci au centre des trois-quarts de l'équipe d'Irlande.

## Biographie
Il a honoré sa première cape internationale en équipe d'Irlande le 15 octobre 1999 contre la Roumanie lors de la Coupe du monde 1999.
En 2004, il est élu meilleur joueur du tournoi des Six Nations.
Le 19 mars 2011, il remporte avec l'équipe d'Irlande la dernière rencontre du Tournoi des Six Nations 2011 face à l'Angleterre. Ce succès, de très belle facture (24-8), net et engagé, permet aux Irlandais de finir troisièmes du Tournoi.
D'Arcy honore sa 50e sélection contre l'Afrique du Sud le 6 novembre 2010. À l'occasion du match de poule de la Coupe du monde 2011 entre l'équipe d'Australie et celle d'Irlande qui verra cette dernière s'imposer pour une de ses plus belles victoires, D'Arcy et O'Driscoll établirent le record mondial d'apparitions communes pour une paire de centres en matches internationaux avec 45 associations. Ils battent l'ancien record détenu par Will Carling et Jeremy Guscott.

## Statistiques en équipe nationale
- 82 sélections en équipe d'Irlande depuis 1999 ;
- 7 essais (35 points) ;
- Sélections par année : 1 en 1999, 1 en 2002, 3 en 2003, 6 en 2004, 5 en 2005, 11 en 2006, 9 en 2007, 1 en 2008, 6 en 2009, 9 en 2010, 11 en 2011, 8 en 2012, 4 en 2013, 6 en 2014, 1 en 2015 ;
- Tournois des Six Nations disputés : 2004, 2005, 2006, 2007, 2009, 2010, 2011, 2012, 2013.

En Coupe du monde :
- 1999 : 1 match joué ;
- 2007 : 4 matches ;
- 2011 : 5 matches.